# 馬馬頓鎮區 (堪薩斯州波旁縣)
馬馬頓鎮區（英語：Marmaton Township）是位於美國堪薩斯州波旁縣的一個行政鎮區。

## 地方資料
馬馬頓鎮區的面積為145.34平方千米，當中陸地面積為145.14平方千米，而水域面積為0.20平方千米。根據2000年美國人口普查的數據，當地共有人口815人，而人口密度為每平方千米5.61人。

## 外部連結
- US-Counties.com
- City-Data.com （页面存档备份，存于）